# De Zandhaas
De Zandhaas is een windmolen in het dorp Santpoort-Noord, in de Nederlandse gemeente Velsen. De wieken hebben een vlucht van 24 meter.
De molen is vermoedelijk in 1779 gebouwd. Al eerder was sprake van een molen op dezelfde locatie. Vanwege slechte windvang is later een maalstoel met elektrische aandrijving op twee koppels geïnstalleerd. De molen heeft hiermee in totaal vier koppels stenen. Door molenliefhebbers is De Zandhaas in 1992-1998 grondig gerestaureerd. Hierbij is een derde koppel op windkracht verwijderd. Dit behoorde niet tot de oorspronkelijke inrichting. Ook zijn fokwieken gemonteerd en is de bovenas doorboord om de remkleppen te kunnen bedienen. Sinds 26 juli 2016 is een van de roeden voorzien van Ten Have-kleppen.
De molenschuur die in 1872 is gebouwd is deels ingericht als bezoekerscentrum en deels in gebruik als molenaarswoning. Vanaf begin jaren '90 wordt op de Zandhaas graan gemalen en is er in de molen een bezoekerscentrum en een winkel met voornamelijk meel van diverse graansoorten. De molenwinkel is van donderdag tot en met zaterdag van 10 tot 17 uur te bezoeken.

## Foto's

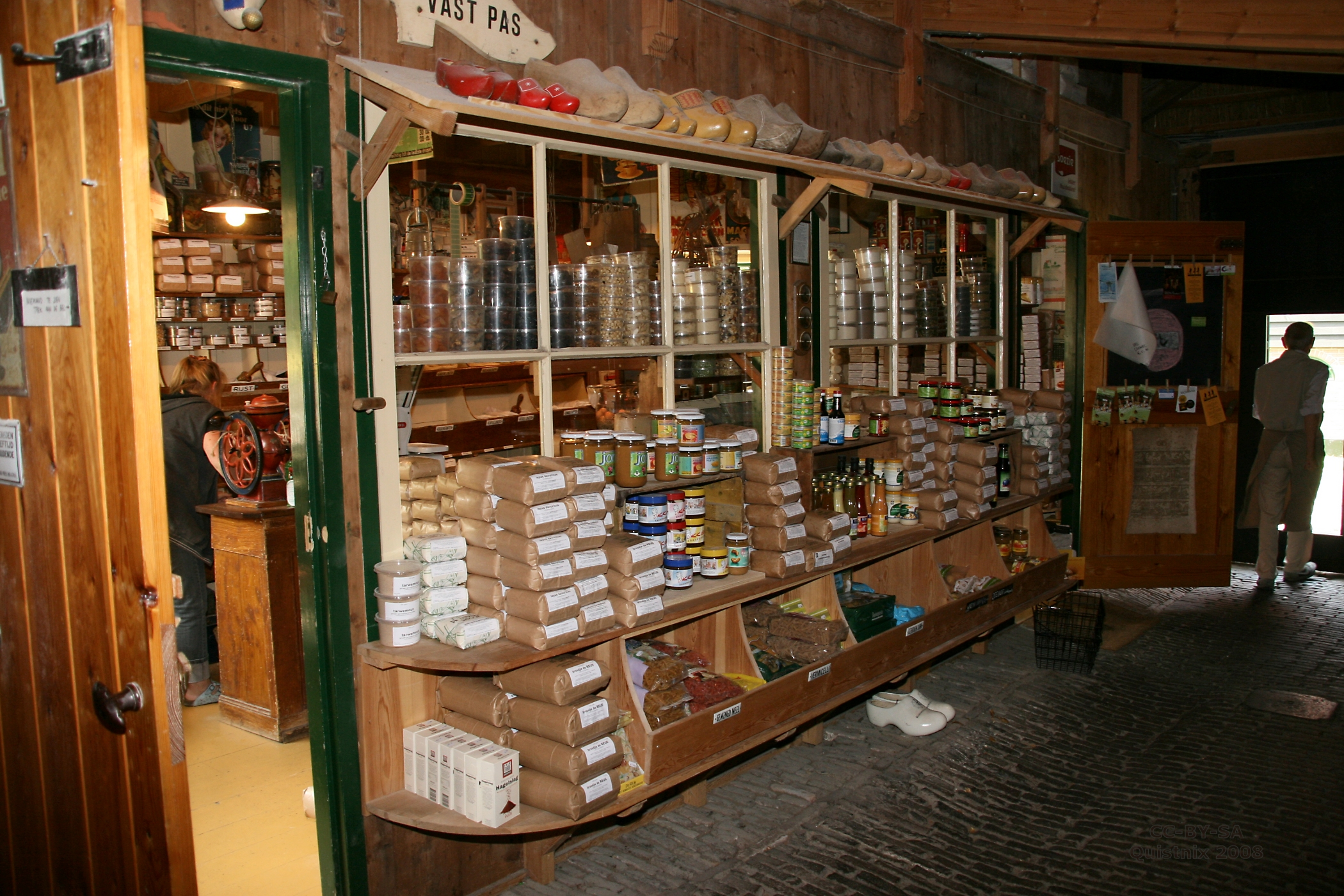
Molenwinkel
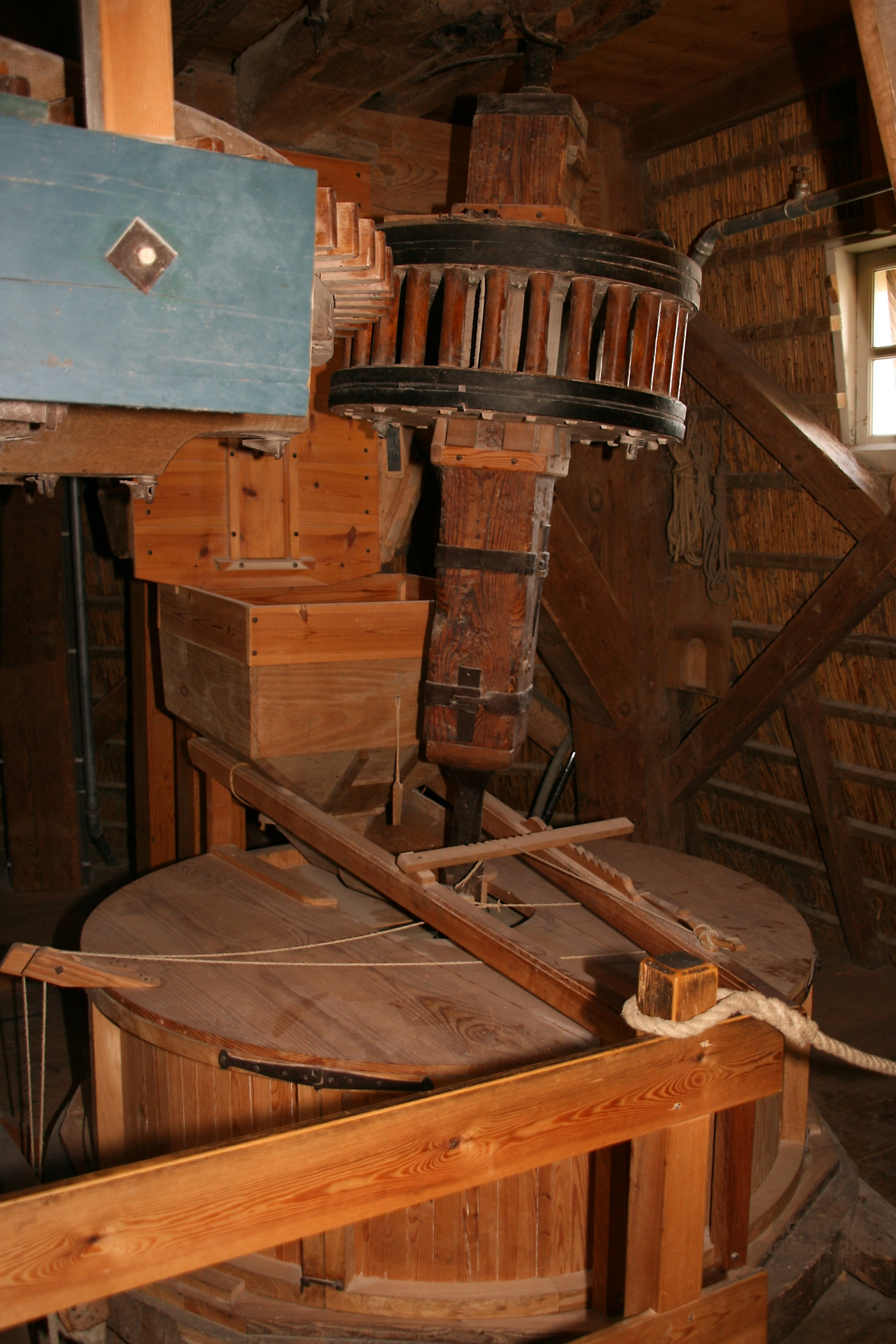
Een van de twee windgedreven steenkoppels

## Appendix
1. ↑  Molenaar Jos Kors is bij het malen afhankelijker van de markt dan van de wind, nrc.nl, 1 aug. 2024, pagina E5